# Phan Trọng Luận
Phan Trọng Luận (1927-19 tháng 10 năm 2013) là một Giáo sư, Nhà giáo Nhân dân Việt Nam, nguyên tổng chủ biên bộ sách giáo khoa văn học ở bậc trung học phổ thông, nguyên cán bộ nghiên cứu và giảng dạy trực thuộc Trường Đại học Sư phạm Hà Nội.

## Tiểu sử và sự nghiệp
Giáo sư Phan Trọng Luận là một nhà sư phạm, một học giả, một người thầy của nhiều thế hệ sinh viên và học viên cao học, nghiên cứu sinh tại trường Đại học Sư phạm Hà Nội, ngôi trường thời tuổi trẻ ông theo học với tư cách là sinh viên khóa 1. Phan Trọng Luận sinh năm 1927 tại xã Đông Thái, huyện La Sơn, tỉnh Hà Tĩnh (nay thuộc xã Đức Châu, huyện Đức Thọ tỉnh Hà Tĩnh), trong một gia đình dòng dõi khoa bảng yêu nước. Cụ nội của ông là tiến sĩ, Tổng đốc Hải Dương Phan Tam Tỉnh, nổi tiếng thanh liêm. Ông nội của ông là tiến sĩ Phan Trọng Mưu, sĩ phu trong phong trào Cần Vương. Cha của ông là Phan Trọng Quảng, một lão thành cách mạng, người cùng thế hệ với Trần Phú từng được cử sang dự lớp huấn luyện ở Quảng Châu do Nguyễn Ái Quốc phụ trách.
Trong hơn nửa thế kỷ từ ngày đầu khởi nghiệp giảng dạy và nghiên cứu tới nay, bằng tâm huyết và những cống hiến khoa học của mình, giáo sư Phan Trọng Luận đã có công đưa khoa học dạy văn và học văn trong nhà trường Việt Nam lên một tầm cao mới, vững chãi, toàn diện và hiện đại hơn, góp phần to lớn cho sự nghiệp giáo dục Việt Nam. Nhiều công trình về lý luận văn học, phương pháp dạy học văn trong nhà trường phổ thông đã được ông trước tác, cho thấy tầm vóc của ông trong lĩnh vực lý luận giảng dạy văn học trong nhà trường là không thể thay thế.
Ngay từ thập niên 60 của thế kỷ XX, trong bối cảnh mà phương pháp dạy học văn đa phần chỉ chú ý đến bài văn, chỉ thấy công việc của giáo viên, thì Phan Trọng Luận đã đưa ra chuyên luận Rèn luyện tư duy qua giảng dạy văn học (1969), đặt ra vấn đề dạy văn phải chú ý đến vai trò người học, chú ý bồi dưỡng và phát triển tư duy hình tượng, tư duy sáng tạo cho học sinh.
Những năm 70 của thế kỷ XX, Phan Trọng Luận xuất bản Phân tích tác phẩm văn học trong nhà trường (1977), một bộ giáo trình giảng văn tương đối dày dặn, với nhiều vấn đề cơ bản, mới mẻ của khoa học dạy văn lần đầu tiên được đề cập. Liền mạch với mục đích phát huy những yếu tố nội sinh từ người học nhằm tiếp nhận văn học theo hướng tích cực, trong những năm đầu thập niên 80 của thế kỷ XX Phan Trọng Luận tiếp tục ra mắt chuyên luận Cảm thụ văn học – giảng dạy văn học (1983). Như người đọc nhận thấy, qua chuyên luận, tác giả đã không chỉ dem đến những thông tin mới về lý thuyết tiếp nhận văn học, góp phần hiện đại hóa lý thuyết dạy học văn, mà còn hàm chứa phương pháp tư duy đúng đắn nhằm tiếp cận chân lý khoa học nói chung.
Cuối những năm 80 của thế kỷ XX giáo sư Phan Trọng Luận chủ biên bộ giáo trình Phương pháp dạy học văn (1988), một hệ thống lý thuyết vừa chuyên sâu về khoa học dạy văn vừa có tính ứng dụng nghề nghiệp cao. Ngay sau khi xuất bản giáo trình đã thu hút đặc biệt giáo viên và học sinh, được tái bản tới hơn 10 lần và liên tục được tác giả bổ sung, hiệu chỉnh để trở thành giáo trình tiêu chuẩn dùng chung cho các trường đại học và cao đẳng sư phạm cả nước.
Khi nhân loại bước vào thế kỷ XXI, trước tình hình giáo dục nói chung và văn học nhà trường nói riêng đang đứng trước những thách thức mới vừa có ý nghĩa chiến lược vừa có ý nghĩa thực tiễn cấp bách, Phan Trọng Luận đã ra mắt chuyên luận Văn học, giáo dục thế kỉ XXI (2002). Trong chuyên luận này, giáo sư đề cập đến nhiều vấn đề có tính định hướng, chiến lược về giáo dục và giáo dục văn học trong nhà trường, với mục tiêu cuối cùng là giải phóng tiềm năng sáng tạo của xã hội và học sinh sinh viên.
Những năm tiếp theo, văn học nhà trường trở thành vấn đề thời sự nhức nhối của toàn xã hội, thu hút mọi tầng lớp quan tâm mổ xẻ, cũng là lúc có nhiều ý kiến phiến diện, cực đoan do không am hiểu đặc thù cũng như thực tiễn văn học nhà trường. Chuyên luận Văn học nhà trường - Nhận diện-Tiếp cận-Đổi mới (2007) của giáo sư Phạn Trọng Luận đã kịp thời ra mắt, đặt ra vấn đề cần phải nhận diện đúng bản chất, đặc thù của văn học nhà trường, cần phải có phương pháp tiếp cận hệ thống đối với một vấn đề phức tạp và nhạy cảm là dạy học văn trong nhà trường.
Ở độ tuổi 70, tuổi nghỉ ngơi theo chế độ, giáo sư Phan Trọng Luận lại được giao phó công việc nặng nề, làm tổng chủ biên bộ sách giáo khoa Ngữ văn trung học phổ thông. Ông đã chạy đua với thời gian để hoàn thành bộ sách giáo khoa mới.
Năm 2012, sau 35 năm từ khi ra mắt chuyên luận Phân tích tác phẩm văn học trong nhà trường, giáo sư Phan Trọng Luận ấp ủ ý định viết tiếp một chuyên luận khác nhằm bổ sung cho những hạn chế trong sách. Trong lời nói đầu chuyên luận, ông bộc bạch lý do, rằng trong thời đại công nghệ thông tin như vũ báo ngày nay, cuốn sách của tôi ngày càng bộc lộ những bất cập. Hạn chế rõ nhất là quan niệm về văn bản như một hệ thống khép kín. Mối quan hệ giữa tác phẩm với bạn đọc nói chung còn bị coi nhẹ. Phương pháp giảng dạy còn quá coi trọng văn bản và giáo viên. Trong một năm, vừa chống đỡ bệnh tật vừa cố gắng hoàn thành công trình, giáo sư Phan Trọng Luận đã trút hơi thở cuối cùng khi cuốn chuyên luận dày 200 trang này của ông vừa vặn hoàn thành ở dạng bản thảo.

## Một số giáo trình, sách chyên khảo
1. Phan Trọng Luận, Tuyển tập Phan Trọng Luận, Nhà xuất bản Giáo dục, 2005
2. Phan Trọng Luận, Giáo trình Phương pháp dạy học Văn (Hệ từ xa), Đại học Huế, 2005
3. Phan Trọng Luận (Viết chung), Từ điển Hồ Chí Minh, Nhà xuất bản Từ điển, 2005
4. Phan Trọng Luận, Văn học nhà trường -Nhận diện - Tiếp cận - Đổi mới, Nhà xuất bản Đại học Sư phạm, 2007.
5. Phan Trọng Luận, Văn học nhà trường -Những điểm nhìn, Nhà xuất bản Đại học Sư phạm, 2011
6. Phan Trọng Luận (Tổng chủ biên), Sách giáo khoa Ngữ văn lớp 11, Nhà xuất bản Giáo dục, 2002-2005
7. Phan Trọng Luận (Tổng chủ biên), Sách giáo khoa Ngữ văn lớp 12, Nhà xuất bản Giáo dục, 2002-2006
8. Phan Trọng Luận (Chủ biên), Bài tập Ngữ văn lớp 11, Nhà xuất bản Giáo dục 2005
9. Phan Trọng Luận (Chủ biên), Bài tập Ngữ văn lớp 12, Nhà xuất bản Giáo dục 2006
10. Phan Trọng Luận (Chủ biên), Phạm Thị Thu Hương, Dạy học theo chuẩn kiến thức, kĩ năng lớp 12, Nhà xuất bản Đại học Sư phạm, 2009
11. Phan Trọng Luận (Chủ biên), Phạm Thị Thu Hương, Dạy học theo chuẩn kiến thức, kĩ năng lớp 11, Nhà xuất bản Đại học Sư phạm, 2010
12. Phan Trọng Luận (Chủ biên), Phạm Thị Thu Hương, Dạy học theo chuẩn kiến thức, kĩ năng lớp 10, Nhà xuất bản Đại học Sư phạm, 2010
13. Phan Trọng Luận (Chủ biên), Phạm Thị Thu Hương, Thiết kế bài học Ngữ văn 10, Nhà xuất bản Giáo dục, 2007
14. Phan Trọng Luận (Chủ biên), Phạm Thị Thu Hương, Thiết kế bài học Ngữ văn 11, tập 1-2, Nhà xuất bản Giáo dục, 2008
15. Phan Trọng Luận (Chủ biên), Phạm Thị Thu Hương, Thiết kế bài học Ngữ văn 12, tập 1-2, Nhà xuất bản Giáo dục, 2009[4]

## Giải thưởng
Giáo sư Phan Trọng Luận được trao tặng Giải thưởng Nhà nước về Khoa học Công nghệ đợt 1, năm 2000 cho cụm công trình Lý luận dạy và học văn học; và danh hiệu Nhà giáo Nhân dân cho những cống hiến xuất sắc của ông đối với sự nghiệp giáo dục Việt Nam.